# Slovak International 1994
Die Slovak International 1994 im Badminton fanden Mitte Oktober 1994 in Prešov statt.

## Sieger und Platzierte
| Disziplin    | Gold                                     | Silber                                  | Bronze                               |
| ------------ | ---------------------------------------- | --------------------------------------- | ------------------------------------ |
| Herreneinzel | Vladislav Druzchenko                     | Vladislav Tikhomirov                    | Artur Khachaturyan                   |
| Herreneinzel | Vladislav Druzchenko                     | Vladislav Tikhomirov                    | Alexandr Tzygankov                   |
| Dameneinzel  | Elena Nozdran                            | Elena Denisova                          | Natalja Esipenko                     |
| Dameneinzel  | Elena Nozdran                            | Elena Denisova                          | Irina Koloskova                      |
| Herrendoppel | Valeriy Strelcov Alexander Cygankov      | Artur Khachaturyan Vladislav Tikhomirov | Michail Mizin Konstantin Tatranov    |
| Herrendoppel | Valeriy Strelcov Alexander Cygankov      | Artur Khachaturyan Vladislav Tikhomirov | Igor Barabashev Aleksander Kurochkin |
| Damendoppel  | Elena Nozdran Viktoria Evtushenko        | Svetlana Alferova Elena Denisova        | Urša Jovan Maja Pohar                |
| Damendoppel  | Elena Nozdran Viktoria Evtushenko        | Svetlana Alferova Elena Denisova        | Irina Esipenko Irina Koloskova       |
| Mixed        | Vladislav Druzchenko Viktoria Evtushenko | Artur Khachaturyan Svetlana Alferova    | Valeriy Strelcov Irina Koloskova     |
| Mixed        | Vladislav Druzchenko Viktoria Evtushenko | Artur Khachaturyan Svetlana Alferova    | Dmitry Miznikov Natalja Esipenko     |

## Finalergebnisse
| Disziplin    | Sieger                                   | Finalist                                | Ergebnis           |
| ------------ | ---------------------------------------- | --------------------------------------- | ------------------ |
| Herreneinzel | Vladislav Druzchenko                     | Vladislav Tikhomirov                    | 15–10, 15–6        |
| Dameneinzel  | Elena Nozdran                            | Elena Denisova                          | 11–6, 11–5         |
| Herrendoppel | Valeriy Strelcov Alexander Cygankov      | Artur Khachaturyan Vladislav Tikhomirov | 15–12, 7–15, 15–12 |
| Damendoppel  | Elena Nozdran Viktoria Evtushenko        | Svetlana Alferova Elena Denisova        | 15–1, 15–3         |
| Mixed        | Vladislav Druzchenko Viktoria Evtushenko | Artur Khachaturyan Svetlana Alferova    | 15–5, 9–15, 15–7   |